# Liste der denkmalgeschützten Objekte in Spišská Nová Ves
Die Liste der denkmalgeschützten Objekte in Spišská Nová Ves enthält die 84 nach slowakischen Denkmalschutzvorschriften geschützten Objekte in der Gemeinde Spišská Nová Ves im Okres Spišská Nová Ves.

## Denkmäler
| Foto |                 | Denkmal / č. ÚZPF                                       | Standort / Konskr. Nr.                                              | Offizielle Beschreibung                                   | Beschreibung                                                   | Metadaten                                                                 |
| ---- | --------------- | ------------------------------------------------------- | ------------------------------------------------------------------- | --------------------------------------------------------- | -------------------------------------------------------------- | ------------------------------------------------------------------------- |
|      | Datei hochladen | Denkmal(sk) ObjektID: 810-1579/0                        | KG: Spišská Nová Ves Konskr.Nr.:                                    | padlí vojaci sov.armády                                   | für gefallene Soldaten der Sowjetarmee                         | č. NKP: 810-1579/0 Stand des NKP: 2012-02-08 Name: POMNÍK                 |
| ja   | Datei hochladen | Straßenbrücke(sk) ObjektID: 810-4448/0                  | KG: Spišská Nová Ves Konskr.Nr.:                                    | oblúkový,kamenný                                          | steinerne Gewölbebrücke                                        | č. NKP: 810-4448/0 Stand des NKP: 2012-02-08 Name: MOST CESTNÝ            |
| BW   | Datei hochladen | Drehscheibe(sk) ObjektID: 810-4450/1                    | Duklianská ul. 59 Standort KG: Spišská Nová Ves Konskr.Nr.:         | motorová elektrická; kĺbová rušňová točňa                 | elektrischer Betrieb; ?                                        | č. NKP: 810-4450/1 Stand des NKP: 2012-02-08 Name: TOČŇA                  |
| BW   | Datei hochladen | Bahnbetriebswerk(sk) ObjektID: 810-4450/2               | Dukelská ul. 59 Standort KG: Spišská Nová Ves Konskr.Nr.:           | železničná,rušňová; dielňa hlavných opráv, EH,depo        | großes Betriebswerk und Depot                                  | č. NKP: 810-4450/2 Stand des NKP: 2012-02-08 Name: DIELŇA OPRAVÁRENSKÁ    |
| BW   | Datei hochladen | Bahnlager(sk) ObjektID: 810-4450/3                      | Dukelská ul. 59 Standort KG: Spišská Nová Ves Konskr.Nr.:           | MTZ; sklad mater.-technic.zabezpeč.                       | Materiallager, technisches Zentrallager                        | č. NKP: 810-4450/3 Stand des NKP: 2012-02-08 Name: SKLADY ŽELEZNIČNÉ      |
| BW   | Datei hochladen | Verwaltungsgebäude(sk) ObjektID: 810-4450/4             | Dukelská ul. 59 Standort KG: Spišská Nová Ves Konskr.Nr.:           | železničná; prevádzkovo-admin.budova depa                 | Verwaltung Bahnbetriebswerk und Depot                          | č. NKP: 810-4450/4 Stand des NKP: 2012-02-08 Name: BUDOVA ADMINISTRATÍVNA |
| BW   | Datei hochladen | Wasserwerk(sk) ObjektID: 810-4450/5                     | Dukelská ul. 59 Standort KG: Spišská Nová Ves Konskr.Nr.:           | železničná; kruhová vodárenská veža                       | Wasserturm der Eisenbahn                                       | č. NKP: 810-4450/5 Stand des NKP: 2012-02-08 Name: VODÁREŇ                |
| ja   | Datei hochladen | Internat(sk) ObjektID: 810-607/0                        | Fabiniho ul. 1 Standort KG: Spišská Nová Ves Konskr.Nr.: 510        | chodbový,solitér; Základná umelecká škola                 | Kunsthochschule                                                | č. NKP: 810-607/0 Stand des NKP: 2012-02-08 Name: INTERNÁT                |
| BW   | Datei hochladen | Waisenhaus(sk) ObjektID: 810-10837/0                    | Hanulova ul. 4 Standort KG: Spišská Nová Ves Konskr.Nr.:            | solitér; sirotinec                                        |                                                                | č. NKP: 810-10837/0 Stand des NKP: 2012-02-08 Name: SIROTINEC             |
| ja   | Datei hochladen | Gedenkvilla(sk) ObjektID: 810-2365/1                    | Hanulova ul. 29 Standort KG: Spišská Nová Ves Konskr.Nr.: 1099      | Hanula Jozef,solitér; Hanulov dom-pôsobisko               | an Josef Hanula                                                | č. NKP: 810-2365/1 Stand des NKP: 2012-02-08 Name: VILA PAMÄTNÁ           |
| ja   | Datei hochladen | Gedenktafel(sk) ObjektID: 810-2365/2                    | Hanulova ul. 29 Standort KG: Spišská Nová Ves Konskr.Nr.: 1099      | Hanula Jozef; 1863-1944,maliar,uč.                        | Gedenktafel an den Lehrer und Maler Jozef Hanula               | č. NKP: 810-2365/2 Stand des NKP: 2012-02-08 Name: TABUĽA PAMÄTNÁ         |
| ja   | Datei hochladen | Kapelle neben der Straße(sk) ObjektID: 810-614/0        | Harichovská cesta Standort KG: Spišská Nová Ves Konskr.Nr.:         | r.k.sv.Anny                                               | römisch-katholische Kapelle St. Anna                           | č. NKP: 810-614/0 Stand des NKP: 2012-02-08 Name: KAPLNKA PRÍCESTNÁ       |
| ja   | Datei hochladen | Kapelle(sk) ObjektID: 810-613/0                         | Hutnianska cesta Standort KG: Spišská Nová Ves Konskr.Nr.:          | r.k.P.M.Ružencovej                                        | römisch-katholische Kapelle Mariä Rosenkranz                   | č. NKP: 810-613/0 Stand des NKP: 2012-02-08 Name: KAPLNKA                 |
| ja   | Datei hochladen | Schule(sk) ObjektID: 810-3623/0                         | Hviezdoslavova ul. 6 Standort KG: Spišská Nová Ves Konskr.Nr.: 444  | chodbová,solitér; Ev.diev.meštian.škola,SPŠstroj          |                                                                | č. NKP: 810-3623/0 Stand des NKP: 2012-02-08 Name: ŠKOLA                  |
| ja   | Datei hochladen | Gericht(sk) ObjektID: 810-11087/1                       | Hviezdoslavova ul. 15 Standort KG: Spišská Nová Ves Konskr.Nr.: 451 | nárožný                                                   |                                                                | č. NKP: 810-11087/1 Stand des NKP: 2012-02-08 Name: SÚD                   |
| ja   | Datei hochladen | Gefängnis(sk) ObjektID: 810-11087/2                     | Hviezdoslavova ul. 15 Standort KG: Spišská Nová Ves Konskr.Nr.: 451 | radový                                                    |                                                                | č. NKP: 810-11087/2 Stand des NKP: 2012-02-08 Name: VÄZNICA               |
| ja   | Datei hochladen | Wehrmauer(sk) ObjektID: 810-11087/3                     | Hviezdoslavova ul. 15 KG: Spišská Nová Ves Konskr.Nr.: 451          |                                                           |                                                                | č. NKP: 810-11087/3 Stand des NKP: 2012-02-08 Name: MÚR OHRADNÝ           |
| BW   | Datei hochladen | Runddofen(sk) ObjektID: 810-4449/2                      | Letecká ul. 35 Standort KG: Spišská Nová Ves Konskr.Nr.: 1404       | žiarová; vypaľovacia hala                                 | Ziegelbrennofen                                                | č. NKP: 810-4449/2 Stand des NKP: 2012-02-08 Name: PEC KRUHOVÁ            |
| ja   | Datei hochladen | Schlot(sk) ObjektID: 810-4449/3                         | Letecká ul. 35 Standort KG: Spišská Nová Ves Konskr.Nr.: 1404       | tehelne; komín tehelne                                    | Ziegeleischornstein                                            | č. NKP: 810-4449/3 Stand des NKP: 2012-02-08 Name: KOMÍN TOVÁRENSKÝ       |
| ja   | Datei hochladen | Bürgerhaus(sk) ObjektID: 810-590/0                      | Letná ul. 27 Standort KG: Spišská Nová Ves Konskr.Nr.: 32           | prejazdový,radový                                         | Reihenhaus                                                     | č. NKP: 810-590/0 Stand des NKP: 2012-02-08 Name: DOM MEŠTIANSKY          |
| ja   | Datei hochladen | Bürgerhaus(sk) ObjektID: 810-591/0                      | Letná ul. 29 Standort KG: Spišská Nová Ves Konskr.Nr.: 34           | prejazdový,radový; dom s výškou                           | Reihenhaus                                                     | č. NKP: 810-591/0 Stand des NKP: 2012-02-08 Name: DOM MEŠTIANSKY          |
| ja   | Datei hochladen | Bürgerhaus(sk) ObjektID: 810-592/0                      | Letná ul. 34 Standort KG: Spišská Nová Ves Konskr.Nr.: 40           | prejazdový,radový; dom s výškou                           | Reihenhaus                                                     | č. NKP: 810-592/0 Stand des NKP: 2012-02-08 Name: DOM MEŠTIANSKY          |
| ja   | Datei hochladen | Bürgerhaus(sk) ObjektID: 810-593/0                      | Letná ul. 35 Standort KG: Spišská Nová Ves Konskr.Nr.: 41           | prejazdový,radový; dom s výškou                           | Reihenhaus                                                     | č. NKP: 810-593/0 Stand des NKP: 2012-02-08 Name: DOM MEŠTIANSKY          |
| ja   | Datei hochladen | Bürgerhaus(sk) ObjektID: 810-10836/0                    | Letná ul. 37 Standort KG: Spišská Nová Ves Konskr.Nr.: 43           | prejazdový,radový                                         | Reihenhaus                                                     | č. NKP: 810-10836/0 Stand des NKP: 2012-02-08 Name: DOM MEŠTIANSKY        |
| ja   | Datei hochladen | Bürgerhaus(sk) ObjektID: 810-594/0                      | Letná ul. 42 Standort KG: Spišská Nová Ves Konskr.Nr.: 49           | prejazdový,radový; palácový typ domu                      | Reihenhaus, palastartiges Haus                                 | č. NKP: 810-594/0 Stand des NKP: 2012-02-08 Name: DOM MEŠTIANSKY          |
| ja   | Datei hochladen | Bürgerhaus(sk) ObjektID: 810-595/0                      | Letná ul. 43 Standort KG: Spišská Nová Ves Konskr.Nr.: 50           | prejazdový,radový                                         | Reihenhaus                                                     | č. NKP: 810-595/0 Stand des NKP: 2012-02-08 Name: DOM MEŠTIANSKY          |
| ja   | Datei hochladen | Bürgerhaus(sk) ObjektID: 810-596/0                      | Letná ul. 45 Standort KG: Spišská Nová Ves Konskr.Nr.: 52           | prejazdový,radový                                         | Reihenhaus                                                     | č. NKP: 810-596/0 Stand des NKP: 2012-02-08 Name: DOM MEŠTIANSKY          |
| ja   | Datei hochladen | Bürgerhaus(sk) ObjektID: 810-597/0                      | Letná ul. 48 Standort KG: Spišská Nová Ves Konskr.Nr.: 55           | prejazdový,radový                                         | Reihenhaus                                                     | č. NKP: 810-597/0 Stand des NKP: 2012-02-08 Name: DOM MEŠTIANSKY          |
| ja   | Datei hochladen | Bürgerhaus(sk) ObjektID: 810-598/0                      | Letná ul. 49 Standort KG: Spišská Nová Ves Konskr.Nr.: 56           | prejazdový,radový                                         | Reihenhaus                                                     | č. NKP: 810-598/0 Stand des NKP: 2012-02-08 Name: DOM MEŠTIANSKY          |
| ja   | Datei hochladen | geschütztes Komitatshaus(sk) ObjektID: 810-599/1        | Letná ul. 50 Standort KG: Spišská Nová Ves Konskr.Nr.: 57           | prejazdový,radový; Provinčný dom                          | Reihenhaus, Haus Provinčný                                     | č. NKP: 810-599/1 Stand des NKP: 2012-02-08 Name: DOM ŽUPNÝ PAMÄTNÝ       |
| BW   | Datei hochladen | Gedenktafel(sk) ObjektID: 810-599/2                     | Letná ul. 50 Standort KG: Spišská Nová Ves Konskr.Nr.: 57           | Jiskra Jan; 1400-1469,vojvodca                            | Gedenktafel an den Adeligen Johann Giskra                      | č. NKP: 810-599/2 Stand des NKP: 2012-02-08 Name: TABUĽA PAMÄTNÁ          |
| ja   | Datei hochladen | Bürgerhaus(sk) ObjektID: 810-600/0                      | Letná ul. 51 Standort KG: Spišská Nová Ves Konskr.Nr.: 58           | prejazdový,radový; dom palácového typu                    | Reihenhaus, Herrenhausart                                      | č. NKP: 810-600/0 Stand des NKP: 2012-02-08 Name: DOM MEŠTIANSKY          |
| ja   | Datei hochladen | Bürgerhaus(sk) ObjektID: 810-601/0                      | Letná ul. 52 Standort KG: Spišská Nová Ves Konskr.Nr.: 59           | prejazdový,radový                                         | Reihenhaus                                                     | č. NKP: 810-601/0 Stand des NKP: 2012-02-08 Name: DOM MEŠTIANSKY          |
| ja   | Datei hochladen | Bürgerhaus(sk) ObjektID: 810-602/0                      | Letná ul. 53 Standort KG: Spišská Nová Ves Konskr.Nr.: 60           | prejazdový,radový; Brixelov dom                           | Reihenhaus, Haus Brixelov                                      | č. NKP: 810-602/0 Stand des NKP: 2012-02-08 Name: DOM MEŠTIANSKY          |
| ja   | Datei hochladen | Bürgerhaus(sk) ObjektID: 810-603/0                      | Letná ul. 54 Standort KG: Spišská Nová Ves Konskr.Nr.: 61           | prejazdový,radový                                         | Reihenhaus                                                     | č. NKP: 810-603/0 Stand des NKP: 2012-02-08 Name: DOM MEŠTIANSKY          |
| ja   | Datei hochladen | Bürgerhaus(sk) ObjektID: 810-11071/0                    | Letná ul. 61 Standort KG: Spišská Nová Ves Konskr.Nr.: 68           | prejazdový,radový                                         | Reihenhaus                                                     | č. NKP: 810-11071/0 Stand des NKP: 2012-02-08 Name: DOM MEŠTIANSKY        |
| ja   | Datei hochladen | Pfarrhof(sk) ObjektID: 810-612/2                        | Levočská ul 12 Standort KG: Spišská Nová Ves Konskr.Nr.: 405        | r.k.; fara pri vikariálnom kostole                        | römisch-katholisches Pfarrhaus                                 | č. NKP: 810-612/2 Stand des NKP: 2012-02-08 Name: FARA                    |
| BW   | Datei hochladen | Kirche(sk) ObjektID: 810-612/1                          | Levočská ul. 12 Standort KG: Spišská Nová Ves Konskr.Nr.: 405       | r.k.Nepoškvr.počatia P.M.; malý,slovenský,vikariálny kost | römisch-katholische Kirche Mariä Empfängnis                    | č. NKP: 810-612/1 Stand des NKP: 2012-02-08 Name: KOSTOL                  |
| ja   | Datei hochladen | Kapelle neben der Straße(sk) ObjektID: 810-11242/0      | Markušovská cesta 5 Standort KG: Spišská Nová Ves Konskr.Nr.: 3120  | r.k.sv.Trojice                                            | römisch-katholische Kirche Heilige Dreifaltigkeit              | č. NKP: 810-11242/0 Stand des NKP: 2012-02-08 Name: KAPLNKA PRÍCESTNÁ     |
| ja   | Datei hochladen | Statue auf Sockel(sk) ObjektID: 810-11128/1             | Radničné nám. Standort KG: Spišská Nová Ves Konskr.Nr.:             | stĺp pod sochou Panny Márie                               | Säule mit Statue der Jungfrau Maria                            | č. NKP: 810-11128/1 Stand des NKP: 2012-02-08 Name: STĹP S PODSTAVCOM     |
| ja   | Datei hochladen | Denkmal(sk) ObjektID: 810-1580/0                        | Radničné nám. Standort KG: Spišská Nová Ves Konskr.Nr.:             | Nálepka J.kpt.; 1912-1943,part.veliteľ                    | Denkmal an den Offizier und Partisanenkommandanten Ján Nálepka | č. NKP: 810-1580/0 Stand des NKP: 2012-02-08 Name: POMNÍK                 |
| ja   | Datei hochladen | Statue(sk) ObjektID: 810-11128/2                        | Radničné nám. Standort KG: Spišská Nová Ves Konskr.Nr.:             | Panna Mária-Immaculata; Nepoškvrnená Panna Mária          | der Makellosen Jungfrau Maria                                  | č. NKP: 810-11128/2 Stand des NKP: 2012-02-08 Name: SOCHA                 |
| ja   | Datei hochladen | Gedenkschule(sk) ObjektID: 810-606/1                    | Radničné nám. 1 Standort KG: Spišská Nová Ves Konskr.Nr.: 300       | chodbová; drevárska škola                                 | Forstbauschule                                                 | č. NKP: 810-606/1 Stand des NKP: 2012-02-08 Name: ŠKOLA PAMÄTNÁ           |
| BW   | Datei hochladen | Gedenktafel(sk) ObjektID: 810-606/2                     | Radničné nám. 1 Standort KG: Spišská Nová Ves Konskr.Nr.: 300       | Kožuch Ondrej Ing.; 1911-1944,pedológ,antif.              | für Ing. Ondrej Kožuch; Bodenkundler, Antifaschist             | č. NKP: 810-606/2 Stand des NKP: 2012-02-08 Name: TABUĽA PAMÄTNÁ          |
| ja   | Datei hochladen | Redoute(sk) ObjektID: 810-609/0                         | Radničné nám. 4 Standort KG: Spišská Nová Ves Konskr.Nr.: 279       | solitér; reduta                                           |                                                                | č. NKP: 810-609/0 Stand des NKP: 2012-02-08 Name: REDUTA                  |
| ja   | Datei hochladen | Kreuzwegstation(sk) ObjektID: 810-4451/1                | Radničné nám. KG: Spišská Nová Ves Konskr.Nr.:                      | vonkajšie; kandeláber I.                                  | Kandelaber I                                                   | č. NKP: 810-4451/1 Stand des NKP: 2012-02-08 Name: SVIETIDLO STĹPOVÉ I.   |
| ja   | Datei hochladen | SVIETIDLO STĹPOVÉ II. ObjektID: 810-4451/2              | Radničné nám. KG: Spišská Nová Ves Konskr.Nr.:                      | vonkajšie; kandeláber II.                                 | Kandelaber II                                                  | č. NKP: 810-4451/2 Stand des NKP: 2012-02-08 Name: SVIETIDLO STĹPOVÉ II.  |
| ja   | Datei hochladen | SVIETIDLO STĹPOVÉ III. ObjektID: 810-4451/3             | Radničné nám. KG: Spišská Nová Ves Konskr.Nr.:                      | vonkajšie; kandeláber III.                                | Kandelaber III                                                 | č. NKP: 810-4451/3 Stand des NKP: 2012-02-08 Name: SVIETIDLO STĹPOVÉ III. |
| ja   | Datei hochladen | SVIETIDLO STĹPOVÉ IV. ObjektID: 810-4451/4              | Radničné nám. KG: Spišská Nová Ves Konskr.Nr.:                      | vonkajšie; kandeláber IV.                                 | Kandelaber IV                                                  | č. NKP: 810-4451/4 Stand des NKP: 2012-02-08 Name: SVIETIDLO STĹPOVÉ IV.  |
| ja   | Datei hochladen | Schule(sk) ObjektID: 810-11088/0                        | Radničné nám. 5 Standort KG: Spišská Nová Ves Konskr.Nr.: 271       | chodbová,solitér; bývalá r.k.ľudová škola                 | ehem. r.k. Gymnasium                                           | č. NKP: 810-11088/0 Stand des NKP: 2012-02-08 Name: ŠKOLA                 |
| ja   | Datei hochladen | Kirche(sk) Kirche Mariä Himmelfahrt ObjektID: 810-611/0 | Radničné nám. 6 Standort KG: Spišská Nová Ves Konskr.Nr.: 67        | r.k.Nanebovzatia P.M.; farský kostol                      | römisch-katholische Pfarrkirche Mariä Himmelfahrt              | č. NKP: 810-611/0 Stand des NKP: 2012-02-08 Name: KOSTOL                  |
| ja   | Datei hochladen | Rathaus(sk) ObjektID: 810-608/0                         | Radničné nám. 7 Standort KG: Spišská Nová Ves Konskr.Nr.: 1843      | solitér; Mestský dom                                      | Haus Mestský                                                   | č. NKP: 810-608/0 Stand des NKP: 2012-02-08 Name: RADNICA                 |
| ja   | Datei hochladen | Kirche(sk) ObjektID: 810-610/0                          | Radničné nám. 8 Standort KG: Spišská Nová Ves Konskr.Nr.: 1844      | ev.a.v.; tolerančný kostol                                | evangelische Kirche der Toleranz                               | č. NKP: 810-610/0 Stand des NKP: 2012-02-08 Name: KOSTOL                  |
| ja   | Datei hochladen | Gedenkschule(sk) ObjektID: 810-605/1                    | Školská ul. 7 Standort KG: Spišská Nová Ves Konskr.Nr.: 428         | chodbová; J.Nálepka-štúdium                               | für Ján Nálepka                                                | č. NKP: 810-605/1 Stand des NKP: 2012-02-08 Name: ŠKOLA PAMÄTNÁ           |
| ja   | Datei hochladen | Gedenktafel(sk) ObjektID: 810-605/2                     | Školská ul. 7 KG: Spišská Nová Ves Konskr.Nr.: 428                  | Nálepka J.kpt.; 1912-1943,part.veliteľ                    | für Ján Nálepka                                                | č. NKP: 810-605/2 Stand des NKP: 2012-02-08 Name: TABUĽA PAMÄTNÁ          |
| ja   | Datei hochladen | Verwaltungsgebäude(sk) ObjektID: 810-604/0              | Štefánikovo nám. 1 Standort KG: Spišská Nová Ves Konskr.Nr.: 1358   | nárožná; Okresný úrad                                     | Landratsamt                                                    | č. NKP: 810-604/0 Stand des NKP: 2012-02-08 Name: BUDOVA ADMINISTRATÍVNA  |
| ja   | Datei hochladen | Bürgerhaus(sk) ObjektID: 810-3883/0                     | Štefánikovo nám. 11 Standort KG: Spišská Nová Ves Konskr.Nr.: 21    | prejazdový,radový                                         | Reihenhaus                                                     | č. NKP: 810-3883/0 Stand des NKP: 2012-02-08 Name: DOM MEŠTIANSKY         |
| ja   | Datei hochladen | Bürgerhaus(sk) ObjektID: 810-3884/0                     | Štefánikovo nám. 13 Standort KG: Spišská Nová Ves Konskr.Nr.: 23    | prejazdový,radový; Mathov dom                             | Reihenhaus, Haus Mathov                                        | č. NKP: 810-3884/0 Stand des NKP: 2012-02-08 Name: DOM MEŠTIANSKY         |
| ja   | Datei hochladen | Bürgerhaus(sk) ObjektID: 810-3885/0                     | Štefánikovo nám. 15 Standort KG: Spišská Nová Ves Konskr.Nr.: 24    | prejazdový,radový; Pavlanského dom-dv.kr.s výškou         | Reihenhaus, Haus Pavlanský                                     | č. NKP: 810-3885/0 Stand des NKP: 2012-02-08 Name: DOM MEŠTIANSKY         |
| ja   | Datei hochladen | Bürgerhaus(sk) ObjektID: 810-3886/0                     | Štefánikovo nám. 17 Standort KG: Spišská Nová Ves Konskr.Nr.: 25    | prejazdový,radový                                         | Reihenhaus                                                     | č. NKP: 810-3886/0 Stand des NKP: 2012-02-08 Name: DOM MEŠTIANSKY         |
| ja   | Datei hochladen | Bürgerhaus(sk) ObjektID: 810-587/0                      | Štefánikovo nám. 19 Standort KG: Spišská Nová Ves Konskr.Nr.: 26    | prejazdový,radový; dom s výškou                           | Reihenhaus                                                     | č. NKP: 810-587/0 Stand des NKP: 2012-02-08 Name: DOM MEŠTIANSKY          |
| ja   | Datei hochladen | Bürgerhaus(sk) ObjektID: 810-566/0                      | Zimná ul. 38 Standort KG: Spišská Nová Ves Konskr.Nr.: 173          | prejazdový,radový                                         | Reihenhaus                                                     | č. NKP: 810-566/0 Stand des NKP: 2012-02-08 Name: DOM MEŠTIANSKY          |
| ja   | Datei hochladen | Bürgerhaus(sk) ObjektID: 810-567/0                      | Zimná ul. 39 Standort KG: Spišská Nová Ves Konskr.Nr.: 174          | prejazdový,radový                                         | Reihenhaus                                                     | č. NKP: 810-567/0 Stand des NKP: 2012-02-08 Name: DOM MEŠTIANSKY          |
| ja   | Datei hochladen | Bürgerhaus(sk) ObjektID: 810-568/0                      | Zimná ul. 40 Standort KG: Spišská Nová Ves Konskr.Nr.: 175          | prejazdový,radový                                         | Reihenhaus                                                     | č. NKP: 810-568/0 Stand des NKP: 2012-02-08 Name: DOM MEŠTIANSKY          |
| ja   | Datei hochladen | Bürgerhaus(sk) ObjektID: 810-569/0                      | Zimná ul. 42 Standort KG: Spišská Nová Ves Konskr.Nr.: 177          | prejazdový,radový; Živnodom                               | Reihenhaus                                                     | č. NKP: 810-569/0 Stand des NKP: 2012-02-08 Name: DOM MEŠTIANSKY          |
| ja   | Datei hochladen | Bürgerhaus(sk) ObjektID: 810-570/0                      | Zimná ul. 46 Standort KG: Spišská Nová Ves Konskr.Nr.: 181          | prejazdový,radový; Frátrikov dom,patricijský              | Reihenhaus,Haus Frátrik                                        | č. NKP: 810-570/0 Stand des NKP: 2012-02-08 Name: DOM MEŠTIANSKY          |
| ja   | Datei hochladen | Bürgerhaus(sk) ObjektID: 810-571/0                      | Zimná ul. 47 Standort KG: Spišská Nová Ves Konskr.Nr.: 182          | prejazdový,radový                                         | Reihenhaus                                                     | č. NKP: 810-571/0 Stand des NKP: 2012-02-08 Name: DOM MEŠTIANSKY          |
| ja   | Datei hochladen | Bürgerhaus(sk) ObjektID: 810-572/0                      | Zimná ul. 48 Standort KG: Spišská Nová Ves Konskr.Nr.: 183          | prejazdový,radový                                         | Reihenhaus                                                     | č. NKP: 810-572/0 Stand des NKP: 2012-02-08 Name: DOM MEŠTIANSKY          |
| ja   | Datei hochladen | Bürgerhaus(sk) ObjektID: 810-573/0                      | Zimná ul. 54 Standort KG: Spišská Nová Ves Konskr.Nr.: 189          | prejazdový,radový                                         | Reihenhaus                                                     | č. NKP: 810-573/0 Stand des NKP: 2012-02-08 Name: DOM MEŠTIANSKY          |
| ja   | Datei hochladen | Bürgerhaus(sk) ObjektID: 810-574/0                      | Zimná ul. 58 Standort KG: Spišská Nová Ves Konskr.Nr.: 193          | prejazdový,radový; palácový typ domu                      | Reihenhaus                                                     | č. NKP: 810-574/0 Stand des NKP: 2012-02-08 Name: DOM MEŠTIANSKY          |
| ja   | Datei hochladen | Bürgerhaus(sk) ObjektID: 810-575/0                      | Zimná ul. 60 Standort KG: Spišská Nová Ves Konskr.Nr.: 195          | prejazdový,radový                                         | Reihenhaus                                                     | č. NKP: 810-575/0 Stand des NKP: 2012-02-08 Name: DOM MEŠTIANSKY          |
| ja   | Datei hochladen | Bürgerhaus(sk) ObjektID: 810-576/0                      | Zimná ul. 61 Standort KG: Spišská Nová Ves Konskr.Nr.: 196          | prejazdový,radový                                         | Reihenhaus                                                     | č. NKP: 810-576/0 Stand des NKP: 2012-02-08 Name: DOM MEŠTIANSKY          |
| ja   | Datei hochladen | Bürgerhaus(sk) ObjektID: 810-3879/0                     | Zimná ul. 62 Standort KG: Spišská Nová Ves Konskr.Nr.: 197          | prejazdový,radový                                         | Reihenhaus                                                     | č. NKP: 810-3879/0 Stand des NKP: 2012-02-08 Name: DOM MEŠTIANSKY         |
| ja   | Datei hochladen | Bürgerhaus(sk) ObjektID: 810-3887/0                     | Zimná ul. 64 Standort KG: Spišská Nová Ves Konskr.Nr.: 199          | prejazdový,radový                                         | Reihenhaus                                                     | č. NKP: 810-3887/0 Stand des NKP: 2012-02-08 Name: DOM MEŠTIANSKY         |
| ja   | Datei hochladen | Bürgerhaus(sk) ObjektID: 810-578/0                      | Zimná ul. 65 Standort KG: Spišská Nová Ves Konskr.Nr.: 200          | prejazdový,radový                                         | Reihenhaus                                                     | č. NKP: 810-578/0 Stand des NKP: 2012-02-08 Name: DOM MEŠTIANSKY          |
| ja   | Datei hochladen | Bürgerhaus(sk) ObjektID: 810-579/0                      | Zimná ul. 67 KG: Spišská Nová Ves Konskr.Nr.: 202                   | prejazdový,radový                                         | Reihenhaus                                                     | č. NKP: 810-579/0 Stand des NKP: 2012-02-08 Name: DOM MEŠTIANSKY          |
| ja   | Datei hochladen | Bürgerhaus(sk) ObjektID: 810-11085/0                    | Zimná ul. 70 KG: Spišská Nová Ves Konskr.Nr.: 205                   | prejazdový,radový                                         | Reihenhaus                                                     | č. NKP: 810-11085/0 Stand des NKP: 2012-02-08 Name: DOM MEŠTIANSKY        |
| ja   | Datei hochladen | Bürgerhaus(sk) ObjektID: 810-3880/0                     | Zimná ul. 76 Standort KG: Spišská Nová Ves Konskr.Nr.: 212          | prejazdový,radový                                         | Reihenhaus                                                     | č. NKP: 810-3880/0 Stand des NKP: 2012-02-08 Name: DOM MEŠTIANSKY         |
| ja   | Datei hochladen | Bürgerhaus(sk) ObjektID: 810-3881/0                     | Zimná ul. 77 Standort KG: Spišská Nová Ves Konskr.Nr.: 213          | prejazdový,radový                                         | Reihenhaus                                                     | č. NKP: 810-3881/0 Stand des NKP: 2012-02-08 Name: DOM MEŠTIANSKY         |
| ja   | Datei hochladen | Bürgerhaus(sk) ObjektID: 810-3882/0                     | Zimná ul. 78 Standort KG: Spišská Nová Ves Konskr.Nr.: 214          | prejazdový,radový                                         | Reihenhaus                                                     | č. NKP: 810-3882/0 Stand des NKP: 2012-02-08 Name: DOM MEŠTIANSKY         |
| ja   | Datei hochladen | Bürgerhaus(sk) ObjektID: 810-581/0                      | Zimná ul. 79 Standort KG: Spišská Nová Ves Konskr.Nr.: 215          | priechodový,radový                                        | Reihenhaus                                                     | č. NKP: 810-581/0 Stand des NKP: 2012-02-08 Name: DOM MEŠTIANSKY          |
| ja   | Datei hochladen | Bürgerhaus(sk) ObjektID: 810-582/0                      | Zimná ul. 85 Standort KG: Spišská Nová Ves Konskr.Nr.: 221          | prejazdový, radový; dom s výškou                          | Reihenhaus                                                     | č. NKP: 810-582/0 Stand des NKP: 2012-02-08 Name: DOM MEŠTIANSKY          |
| ja   | Datei hochladen | Bürgerhaus(sk) ObjektID: 810-11086/0                    | Zimná ul. 90 Standort KG: Spišská Nová Ves Konskr.Nr.: 226          | prejazdový,radový; Matzov dom                             | Reihenhaus, Haus Matzov                                        | č. NKP: 810-11086/0 Stand des NKP: 2012-02-08 Name: DOM MEŠTIANSKY        |
| ja   | Datei hochladen | Bürgerhaus(sk) ObjektID: 810-583/0                      | Zimná ul. 91 Standort KG: Spišská Nová Ves Konskr.Nr.: 227          | prejazdový,radový                                         | Reihenhaus                                                     | č. NKP: 810-583/0 Stand des NKP: 2012-02-08 Name: DOM MEŠTIANSKY          |

## Legende
Die Tabelle enthält im Einzelnen folgende Informationen:
| Foto:                    | Fotografie des Denkmals. |
| Denkmal / č. ÚZPF:       | Die Übersetzung der Bezeichnung des Denkmals, wie sie vom Slowakischen Denkmalamt (Pamiatkový úrad Slovenskej republiky) verwendet wird. Die Originalbezeichnung ist unter dem Fragezeichen angegeben. Fehlt die Übersetzung, so wird die Originalbezeichnung direkt angezeigt. Weiters ist die Objekt-Identifikationsnummer (Objekt ID) angeführt. Sie ist die offizielle, in der Slowakei eindeutige Nummer č. ÚZPF inklusive der zugehörigen Zählnummer, wie sie in den Daten des Denkmalamtes angegeben wird. Da diese nur innerhalb eines Landkreises gezählt wird, ist dessen Nummer der Denkmalnummer vorangestellt. |
| Standort:                | Wenn in der Liste vorhanden, ist die Adresse angegeben. In Klammern kann sich noch eine zusätzliche Adresse befinden, wenn es beispielsweise ein Eckhaus ist. Bei freistehenden Objekten ohne Adresse (zum Beispiel bei Bildstöcken) ist eine Adresse angegeben, die in der Nähe des Objekts liegt. Durch Aufruf des Links Standort wird die Lage des Denkmals in verschiedenen Kartenprojekten angezeigt. Darunter sind die Katastralgemeinde (KG) und, wenn vorhanden, die Konskriptionsnummer (Konskr. Nr.) angegeben.                                                                                                   |
| Offizielle Beschreibung: | Es ist die Kurzbeschreibung auf Slowakisch, wie sie in den offiziellen Listen angegeben ist, eingetragen. |
| Beschreibung:            | Kurze Angaben zum Denkmal auf Deutsch. |
| Metadaten:               | Zusätzlich werden, wenn in den persönlichen Einstellungen das Helferlein Dauerhaftes Einblenden von Metadaten aktiviert ist, ebensolche angezeigt. |

- Karte mit allen Koordinaten:
- OSM |
- WikiMap